# Magic (cançó de Coldplay)
«Magic» és una cançó de la banda britànica Coldplay llançada com a primer senzill del seu sisè àlbum d'estudi, Ghost Stories, el 3 de març de 2014.
La cançó fou enregistrada en les sessions de gravació d'aquest àlbum en els estudis The Bakery i The Beehive de North London, Londres.
El disseny artístic del senzill es tracta d'un aiguafort realitzat per l'artista txeca Mila Fürstová, que realitzà el disseny artístic de tot el material relacionat amb aquest treball. El disseny consisteix en un colom de la pau sobre un llenç blau. Com la resta de senzills de Ghost Stories, es representa una escena amb imatges dins el perímetre de l'objecte o representació central de la imatge, en aquest cas, un colom de la pau. L'escena interior fa referència a la màgia, com per exemple una parella levitant, un escriptori volant, o l'escenari d'un teatre.
El videoclip de la cançó fou dirigit per Jonas Åkerlund, protagonitzat per l'actriu xinesa Zhang Ziyi i estrenat el 7 d'abril de 2014. La història presenta un xou de màgia explicat pel director i fent al·lusió a diversos trucs de màgia que apareixen en les lletres de la cançó. Fa un tribut al cinema mut típic de la dècada del 1920, incloent la fotografia, producció i crèdits inicials a la seqüència.
El mateix estiu de 2014, la cantant de R&B Brandy va publicar una versió que va entrar en llista estatunidenca de senzills, i altres artistes han interpretat la cançó en directe en respectius concerts o actuacions en la televisió.

## Llista de cançons
1. "Magic" − 4:45